# マルコ・フック
マルコ・フック（Marco Huck、1984年11月11日 - ）は、ドイツのプロボクサー。セルビアのシェニツァ出身。元WBO世界クルーザー級王者。

## 来歴
10歳の時にテコンドーとキックボクシングを始める、15歳でボクシングも並行して始めるがキックボクシングを主体として活動していた。17歳の時にアマチュアキックボクシングのヨーロッパ選手権で優勝、18歳の時には世界選手権で優勝を果たす。この後にアマチュアボクシングへ完全に転向、アマチュアボクシングで15戦無敗の戦績を残し、19歳の時にプロボクシングへ転向した。

### プロ時代
2004年11月7日、ニュルンベルクでプロデビューし、初回TKO勝ち。
2007年5月26日、IBFクルーザー級5位のヴァディム・トカレフとIBF世界クルーザー級王座挑戦者決定戦を行い、2-0の判定勝ちで指名挑戦権を獲得した。
2007年12月29日、IBF世界クルーザー級王者スティーブ・カニンガムと指名挑戦者として対戦し、プロ初黒星となる12回1分56秒TKO負けを喫した。
その後、IBFインターコンチネンタルクルーザー級王座、EBU欧州クルーザー級王座を獲得。
2009年8月29日、ハレのゲリー・ウェバー・シュタディオンでWBO世界クルーザー級2位としてWBO世界クルーザー級王者ビクトル・ラミレスに挑戦し、3-0の判定勝ちで世界王座を獲得した。
2009年12月5日、WBO世界クルーザー級暫定王者のオラ・アフォラビと団体内王座統一戦を行い、3-0の判定勝ちを収め王座統一に成功すると共に正規王座の初防衛に成功した。
2010年3月13日、WBO世界クルーザー級11位のアダム・リチャーズと対戦し、3回2分30秒KO勝ちを収めWBO王座の2度目の防衛に成功した。
2010年5月1日、WBO世界クルーザー級5位のブライアン・ミントと対戦し、ミント側の棄権による9回終了時TKO勝ちを収めWBO王座の3度目の防衛に成功した。
2010年8月21日、エアフルトのメッセ・エアフルトでWBO世界クルーザー級8位のマット・ゴドフリーと対戦し、計3度のノックダウンを奪ってレフェリーストップによる5回2分18秒TKO勝ちを収めWBO王座の4度目の防衛に成功した。
2010年12月18日、ベルリンのマックス・シュメリング・ハレでWBO世界クルーザー級1位のデニス・レベデフと対戦し、2-1の判定勝ちを収めWBO王座の5度目の防衛に成功した。
2011年4月2日、ハレのゲリー・ウェバー・シュタディオンでWBO世界クルーザー級10位のラン・ナカシュと対戦し、3-0の判定勝ちWBO王座の6度目の防衛に成功した。
2011年7月17日、ミュンヘンのオリンピア・アイスシュポルツェントルムでWBO世界クルーザー級15位の元WBA世界ライトヘビー級王者ウーゴ・ガライと対戦し、1回と10回にダウンを奪ってレフェリーストップによる10回1分10秒TKO勝ちを収めWBO王座の7度目の防衛に成功した。
2011年10月22日、ルートヴィヒスブルクのアレーナ・ルートヴィヒスブルクでWBO世界クルーザー級15位のロヘリオ・ロッシと対戦し、4回終了時にはゴング後の攻撃による反則で減点を受けたが、3回と5回にダウンを奪った末に6回1分9秒KO勝ちを収めWBO王座の8度目の防衛に成功した。
2012年2月25日、WBO世界クルーザー級王者のままシュトゥットガルトの ポルシェ・アレーナでWBA世界ヘビー級王者のアレクサンデル・ポベトキンと対戦し、12回0-2（114-114、113-116、112-116）の判定負けを喫し2階級制覇に失敗した。WBOはフックがポベトキン戦に臨んだことに伴って同年3月3日にWBO世界クルーザー級暫定王座決定戦を行うようオラ・アフォラビとヴァレリー・ブラドフに指示、フックには120日以内にWBO世界クルーザー級王座統一戦へ臨むか王座を返上するか2週間以内に選択するよう求めた。
2012年5月5日、エアフルトのメッセ・エアフルトでWBO世界クルーザー級暫定王者のオラ・アフォラビと王座統一戦を行い、1-0の判定で引き分けに終わり正規王座の9度目の防衛には成功したが王座統一は出来なかった。
2012年11月3日、ハレのゲリー・ウェバー・シュタディオンでWBO世界クルーザー級8位で元WBA世界クルーザー級王者のフィラット・アルスランと対戦し、3-0の判定勝ちを収めWBO王座の10度目の防衛に成功したが、アルスランが勝っていたと判定に疑問を呈す声も多く上がった。
2013年2月26日、マイアミで暫定王者オラ・アフォラビとの王座統一戦の興行権の入札が行われ、ドン・キングが150万ドル（約1億3500万円）で落札したが、キングが前金を準備できず権利を喪失したため、約94万ドルを提示したフックを擁するヴィルフリート・ザウアーラントが率いるザウアーラント・イベントが興行権を獲得した。
2013年6月8日、ベルリンのマックス・シュメリング・ハレで暫定王者オラ・アフォラビと王座統一戦を行い、2-0の判定勝ちを収め王座統一に成功すると共に正規王座の11度目の防衛に成功した。
2013年9月14日、フィラット・アルスランと10ヵ月ぶりに再戦する予定だったが、フックが試合1週間前のスパーリング中に左肘を亀裂骨折したことにより2014年1月25日に延期された。
2014年1月25日、シュトゥットガルトのハンス・マルティン・シュライヤー・ハレでWBO世界クルーザー級1位で元WBA世界クルーザー級王者のフィラット・アルスランと1年2ヵ月ぶりの再戦を行い、6回1分56秒TKO勝ちを収め、WBO王座の12度目の防衛に成功した。
2014年3月29日、ベルリンのヴェロドロムでミルコ・ラルグヘッチと対戦する予定だったIBF世界クルーザー級王者ヨアン・パブロ・エルナンデスが病気で欠場となったため、5月3日に試合を予定していたフックが試合を前倒しして代わりにラルグヘッチと対戦することになった。しかし試合3週間前のスパーリング中にフックが親指を骨折し結局興行は中止となった。
2014年8月30日、EBUヨーロッパ連合クルーザー級王者でWBO世界クルーザー級12位のミルコ・ラルグヘッチと行い、12回終了間際にフックの猛攻でラルグヘッチからダウンを奪ったが、これは終了ゴング後の攻撃によるものだとレフェリーが判断したためKOは認められず、3-0の判定勝ちを収めた。この勝利によりジョニー・ネルソンと並ぶクルーザー級最多タイ記録となるWBO王座の13度目の防衛に成功した。後日記録に並ばれたネルソンが「俺が現役復帰してフックを倒すこともできるだろう」とフックを挑発する発言をした。
2015年3月、WBOがクシシュトフ・グウォヴァツキと指名戦を行うよう指令。両陣営で合意に達しない場合は入札になるとのこと。
フック・スポーツ・エンターテインメントを設立し独立したことに伴いヴィルフリート・ザウアーラントのザウアーラント・イベントを離脱する事を決め、ザウアーラント・イベント専属トレーナーのウリ・ウェグナーと決別。新トレーナーとしてドン・ハウスを雇った。
2015年6月12日、シカゴのクレジット・ユニオン・1・アリーナでWBO世界クルーザー級1位のクシシュトフ・グウォヴァツキと指名戦で対戦予定だったが、試合中止となった。
2015年8月14日、アメリカデビュー戦でニュージャージー州ニューアークのプルデンシャル・センターにてスティーブ・カニンガムVSアントニオ・ターバーの前座で、WBOヨーロピアンクルーザー級王者でWBO世界クルーザー級1位のクシシュトフ・グウォヴァツキと対戦し11回2分39秒KO負けを喫し、クルーザー級防衛最多新記録となるWBO王座の14度目の防衛に失敗すると共に6年間守った王座から陥落した。
2016年2月27日、ハレのゲリー・ウェバー・シュタディオンでIBO世界クルーザー級王者オラ・アフォラビと対戦し、アフォラビの10回終了時に棄権した為王座獲得に成功した。
2017年3月28日、トニー・ベリューの名誉王座認定に伴いWBC世界クルーザー級1位のマイリス・ブリエディスとWBC世界クルーザー級2位のマルコ・フックの間でWBC世界クルーザー級王座決定戦を行うよう指令を受けた。
2017年4月1日、ドルトムントのヴェストファーレンハーレンでWBC世界クルーザー級1位のマイリス・ブリエディスとWBC世界クルーザー級王座決定戦を行い、12回0-3（111-116、110-117、109-118）の判定負けを喫しIBO王座は初防衛に失敗、WBC王座の獲得に失敗した。
2017年9月9日、ベルリンのマックス・シュメリング・ハレで行われたWorld Boxing Super Seriesクルーザー級準々決勝でWBO世界クルーザー級王者のオレクサンドル・ウシクと対戦し、10回2分18秒TKO負けを喫し王座獲得に失敗した。
2019年5月17日、コネチカット州レッドヤードのフォックスウッズ・リゾート・カジノ内MGMグランド・アット・フォックスウッズにてニック・グィバスと4年ぶりのアメリカでの試合を行い初回57秒TKO勝ちを収めたが、TKOは偶発的な反則によるものとして無効試合に変更された。
2020年8月29日、デニス・ルワンドウスキーと対戦し、10回判定勝ち。
2024年6月29日、約4年ぶりに試合を行い、10回判定勝ち。

## 獲得タイトル
- IBFインターコンチネンタルクルーザー級王座
- EBU欧州クルーザー級王座
- WBO世界クルーザー級王座（防衛13度）
- IBO世界クルーザー級王座